# Водянка (приток Торгуна)
Водя́нка — река в Волгоградской области России, правый приток Торгуна, протекает по территории Старополтавского и Палласовского районов. Длина реки составляет 30 км, площадь водосборного бассейна — 540 км².

## Данные водного реестра
По данным государственного водного реестра России, Водянка относится к Нижневолжскому бассейновому округу, водохозяйственный участок реки — Торгун от истока и до устья. Речной бассейн реки — Волга от верховий Куйбышевского водохранилища до впадения в Каспий.
Код объекта в государственном водном реестре — 11010002112112100011266.